# Dalhunden
Dalhunden je občina v departmaju Bas-Rhin francoske regije Alzacija.
Leta 1990 je v občini živelo 867 oseb oz. 116 oseb/km².